# Holterhoek
Holterhoek est une localité des Pays-Bas rattachée à la commune de Berkelland.